# Amealco de Bonfil
Amealco de Bonfil è una municipalità dello stato di Querétaro, nel Messico centrale; il capoluogo è Amealco.
La municipalità conta 62.197 abitanti (2010) e ha una estensione di 710,90 km².

## Luoghi di interesse
Il centro di Álamos dal 2018 fa parte del programma Pueblos Mágicos.